# Felszeghy Ádám
Felszeghy Ádám (Budapest, 1986. március 27. - ) magyar filmproducer.

## Életpályája
Az Eötvös Loránd Tudományegyetem Bölcsészettudományi Kar filmelmélet és filmtörténet-amerikanisztika szakán szerzett diplomát 2011-ben. 2018 óta az Umbrella, illetve az ULab gyártócégek producere.
Több filmgyártó cégnél dolgozott, produkciós asszisztensként, producer asszisztensként, illetve producerként. Fixerként olyan televíziós csatornákkal dolgozott, mint az angol ITV, a francia TV5, vagy a kanadai Discovery Velocity. Hazai és külföldi filmek line producere. A Magyar Dokumentumfilmesek Egyesülete és Magyar Animációs Alkotók Egyesületének tagja, a Berlinale Talents alumnusa.  

## Filmjei
- Lefkovicsék gyászolnak (All About the Levkoviches) r.: Breier Ádám (2024)
- Kék Pelikan (Pelikan Blue) r.: Csáki László (2023)
- Az első kettő (The First Two) r.: Szövényi-Lux Balázs (2023)
- Affrikáta (Affricate) r.: Gyimesi Anna - kisjátékfilm (2022)
- Osztálytalálkozó r.: Ujvári Csaba - TV dokumentumfilm (2018)